# Jean Penders
Johannes Josephus Maria (Jean) Penders (ur. 5 kwietnia 1939 w Gemert, zm. 13 stycznia 2025) – holenderski polityk i historyk, od 1979 do 1994 poseł do Parlamentu Europejskiego I, II i III kadencji.

## Życiorys
Ukończył studia historyczne na Uniwersytecie im. Radbouda w Nijmegen. Był urzędnikiem resortu spraw zagranicznych, gdzie w latach 1968–1972 zajmował się kwestiami bezpieczeństwa i polityki międzynarodowej. Pracował też w fundacji zajmującej się współpracą naukową Holandii z Indonezją oraz publikował artykuły naukowe z zakresu stosunków międzynarodowych i bezpieczeństwa.
Zaangażował się w działalność polityczną w ramach Katolickiej Partii Ludowej, z którą w 1980 dołączył do Apelu Chrześcijańsko-Demokratycznego. W latach 1972–1976 był sekretarzem frakcji KVP w Tweede Kamer, należał też do władz krajowych partii. Od 1976 do 1979 odpowiadał za komunikację w Wetenschappelijke Raad voor het Regeringsbeleid (doradczym organie naukowym przy administracji rządowej).
Z ramienia CDA uzyskiwał mandat posła do Parlamentu Europejskiego I, II i III kadencji. Dołączył do frakcji Europejskiej Partii Ludowej, znalazł się w jej prezydium. Od 1987 do 1994 przewodniczył delegacji CDA w Europarlamencie, w wyborach w 1989 zajmował pierwsze miejsce na liście krajowej swojego ugrupowania. Był wiceprzewodniczącym Delegacji ds. stosunków ze Stanami Zjednoczonymi (1992–1994), a także członkiem m.in. Komisji ds. Zagranicznych i Bezpieczeństwa oraz Komisji ds. Kwestii Politycznych.
Był wykładowcą Uniwersytetu w Lejdzie, członkiem rady nadzorczej organizacji pozarządowej Netherlands Institute for Multiparty Democracy oraz prezesem holenderskiego oddziału Voluntary Service Overseas (organizacji wspierającej współpracę rozwojową). Został także felietonistą dziennika „De Volkskrant”.
Kawaler Orderu Lwa Niderlandzkiego (1992).